# Peter Lüscher
Peter Lüscher (Romanshorn, 14 ottobre 1956) è un ex sciatore nautico e sciatore alpino svizzero, vincitore della Coppa del Mondo di sci alpino nel 1979 e di una medaglia d'argento ai Campionati mondiali di sci alpino.

## Biografia

### Stagioni 1969-1979
Lüscher iniziò la sua attività sportiva nello sci nautico: più volte campione svizzero juniores, agli Europei juniores vinse la medaglia d'oro nelle figure nel 1969, la medaglia d'oro nel salto nel 1972 e la medaglia di bronzo nel salto nel 1974. Passato allo sci alpino, fu uno sciatore polivalente inizialmente slalomista e in seguito dedicatosi alla discesa libera e allo slalom gigante; ottenne il primo piazzamento di rilievo in carriera in occasione della combinata di Coppa del Mondo disputata a Wengen il 12 gennaio 1975, nella quale chiuse al 7º posto. L'anno dopo ai XII Giochi olimpici invernali di Innsbruck 1976, suo esordio olimpico, fu 8º nello slalom speciale, mentre il 18 febbraio 1977 colse a Sankt Anton am Arlberg il primo podio in Coppa del Mondo piazzandosi 2º in combinata.
Ai Mondiali di Garmisch-Partenkirchen 1978 si classificò 7º nello slalom gigante e il 10 dicembre dello stesso anno vinse a Schladming la sua prima gara di Coppa del Mondo, una combinata. In quella stagione 1978-1979 riuscì a vincere a sorpresa la Coppa del Mondo generale grazie anche a una novità nel calcolo dei punteggi introdotta nel regolamento durante il periodo di maggior successo di Ingemar Stenmark, per limitarne il dominio: quell'anno, a fronte delle tredici vittorie del fuoriclasse svedese, Lüscher si aggiudicò la coppa di cristallo grazie soprattutto ai punti guadagnati nelle combinate, cui Stenmark generalmente non partecipava. I podi complessivi dell'atleta svizzero quell'anno furono dieci, con tre vittorie, e ottenne anche il 2º posto nella classifica della Coppa del Mondo di slalom gigante vinta da Stenmark con 21 punti di margine.

### Stagioni 1980-1985
Ai XIII Giochi olimpici invernali di Lake Placid 1980, suo congedo olimpico, non portò a termine né lo slalom gigante né lo slalom speciale, mentre nel 1980-1981 disputò un'ottima stagione di Coppa Europa, con il 2º posto sia nella classifica generale sia in quella di slalom gigante e il 3º in quella di slalom speciale.
Nel 1982 conquistò la medaglia d'argento nella combinata ai Mondiali disputati a Schladming; il 9 febbraio 1983 vinse la sua ultima gara di Coppa del Mondo, il supergigante della Kandahar di Garmisch-Partenkirchen, e nella stessa località bavarese ottenne anche il suo ultimo podio nel circuito, il 2º posto nella combinata del 27 gennaio 1985. Quel podio fu anche il suo ultimo risultato di rilievo in Coppa del Mondo, mentre l'ultimo piazzamento della carriera di Lüscher fu il 2º posto ottenuto nelle prove della discesa libera dei Mondiali di Bormio 1985, il 1º febbraio, prima che un grave infortunio occorsogli a Bad Kleinkirchheim il 14 febbraio successivo interrompesse prematuramente la sua carriera, a ventotto anni. È sposato con la francese Fabienne Serrat, a sua volta sciatrice alpina.

## Palmarès

### Sci nautico

#### Europei juniores
- 3 medaglie[1]:
  - 2 ori (figure nel 1969; salto nel 1972)
  - 1 bronzo (salto nel 1974)

### Sci alpino

#### Mondiali
- 1 medaglia:
  - 1 argento (combinata a Schladming 1982)

#### Coppa del Mondo
- Vincitore della Coppa del Mondo nel 1979
- 25 podi:
  - 6 vittorie
  - 10 secondi posti
  - 9 terzi posti

##### Coppa del Mondo - vittorie
| Data             | Località               | Paese          | Specialità |
| ---------------- | ---------------------- | -------------- | ---------- |
| 10 dicembre 1978 | Schladming             | Austria        | KB         |
| 28 gennaio 1979  | Garmisch-Partenkirchen | Germania Ovest | SL         |
| 28 gennaio 1979  | Garmisch-Partenkirchen | Germania Ovest | KB         |
| 16 dicembre 1979 | Madonna di Campiglio   | Italia         | KB         |
| 5 febbraio 1983  | Sankt Anton am Arlberg | Austria        | DH         |
| 9 febbraio 1983  | Garmisch-Partenkirchen | Germania Ovest | SG         |

Legenda:

DH = discesa libera

SG = supergigante

SL = slalom speciale

KB = combinata

#### Coppa Europa
- Miglior piazzamento in classifica generale: 2º nel 1981[3]

#### Campionati svizzeri
- 5 ori (slalom speciale nel 1975; combinata nel 1976; slalom gigante nel 1979; slalom speciale nel 1980; slalom gigante nel 1982)[senza fonte]